# محقق الدوله
علی محمد محقق الدوله معروف به محقق الدوله از بازاریهای نطنزی بود، که در دوره نخست بعنوان نماینده تهران در مجلس شورای ملی حضور داشت.